# Palacio Squella

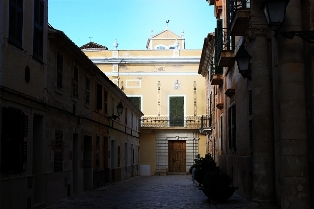
Fachada del Palacio Squella.

El palacio Squella se encuentra en la calle San Sebastián de Ciudadela, España. Tiene una fachada barroca de aire italianizante, del siglo XVIII.También posee un gran balcón central de hierro forjado, que da unidad a lo que originariamente eran los palacios Gomila y Squella, dos familias nobles que se unieron por lazos matrimoniales.

## Historia
El origen del apellido se sitúa en la ciudad italiana de Pisa. El primer miembro de la familia en Menorca fue Marcos Squella en el Siglo XIV. En la actualidad el palacio sigue siendo propiedad de la familia Squella, que ostenta los títulos nobiliarios de marqueses de Menas Albas y de Terranova, provenientes de la Casa Martorell y Fivaller,  por matrimonio con miembros de estas familias.

## Arquitectura
“Can Squella” , como es familiarmente conocido por el pueblo de Ciudadela, está dentro de la trama urbana menos modificada de la ciudad, que es la salida de la ampliación del núcleo originario más antiguo (se puede apreciar ya que las paredes de esta trama urbana son mucho más gruesas).
Empezando por la fachada, puede decirse que tiene un estilo barroco italianizante. Esta inspiración se explicaría por el hecho de que las dos familias emparentadas entre sí, hubieran viajado a Italia ya que son del estilo de los palacios italianos del Piamonte. La fachada es única entre los palacios ciudadelanos, ya que su relación con el entorno, origina su perspectiva como final de una calle, y por su calidad, colores ocres en órdenes menores y recuadros y finalmente por su composición, esta es frecuente en el estilo neoclásico. 
En ella también puede apreciarse el relieve de pilastras y el entablamento de la portada, así como también la entrada principal está rodeada en piedra acolchada de la tradición barroca, tiene el escudo que resalta sobre el balcón único y principal que exhibe una campana de oro sobre un fondo de azur, con el lema familiar “Vivas Semper Vives”. 
Hay una simetría en todo el conjunto que se nota bastante al ver la fachada y hace que los elementos estén situados armónicamente (cornisas, figuras y símbolos nobiliarios).
En el interior se encuentra el vestíbulo de entrada que directamente está conectada con las escaleras, que presenta un gran interés visual ya que es un trazado zigzagueante hasta el pasillo de arriba. Encima de la escalera se encuentra una torre lucernario que se abre por claraboyas laterales que la iluminan, esto tiene un efecto visual que la resalta dentro de la luz oscura que tiene el ambiente interior.
Adentrándonos en el palacio se encuentran habitaciones continuas conectadas entre sí, alrededor de la escalera principal, la gran sala de baile, donde se celebran las “begudes” de las Fiestas de San Juan cuando desempeña el cargo de Caixer Senyor un miembro de esta familia, la sala amarilla con capilla adjunta en la que se recibe el llamado cordero de San Juan en el día d’es Bé, sala que tiene representaciones de símbolos que aluden a la Agricultura, la Música y la Literatura.
Estas y otras salas acogen muebles de estilo Chippendale y Reina Ana, un Santo Cristo de Marfil de factura italiana, una cama con pinturas de Orase Vernet, un cuadro de San Pablo atribuido a la escuela de Ribera y colecciones de óleos y gravados de los siglos XVIII y XIX, además de una sala de retratos familiares de los propietarios de la Casa Palacio.
En una de sus múltiples habitaciones, pernoctó dos noches el primer almirante de los Estados Unidos, David Glasgow Farragut, hijo del marinero ciudadelano Jordi Farragut, que fue hospedado por D. Gabriel Squella y Martorell, cuando vino a Europa en un viaje oficial y quiso conocer la patria de su padre y su isla de nacimiento. Se conserva la habitación tal y como la dejó el almirante, con la cama de madera con dosel y filigranas de latón dorado, con un mueble lavabo de madera tallada con jarra y palangana de cerámica, con un departamento oculto para el orinal también de porcelana.